# Rangsan Viwatchaichok
Rangsan Viwatchaichok (Thai: รังสรรค์ วิวัฒน์ชัยโชค, * 22. Januar 1979 in Saraburi), auch als Aon bekannt, ist ein thailändischer Fußballtrainer und ehemaliger Fußballspieler.

## Karriere

### Spieler

#### Verein
Die Karriere von Rangsan begann in der Jugendabteilung des FC Thailand Tobacco Monopoly. 1999 wechselte er in die erste Mannschaft und spielte dort zwei weitere Jahre. Mit dem Verein gelang ihm der Aufstieg in die Thai Premier League. Es folgte ein Wechselspiel von Verein zu Verein. Er ging zunächst zu FC Krung Thai Bank, dann zurück zu seinem alten Verein und erneut zur Krung Thai Bank. Für zwei Jahre spielte er dann für den FC Bangkok Bank. Dort kam er auf 26 Einsätze. 2006 wechselte er für zwei Jahre in die S-League zu Geylang United. In 53 Spielen für den Klub gelangen ihm dabei als Abwehrspieler sechs Tore. Er kehrte anschließend nach Thailand zurück und spielte von 2008 bis 2011 für PEA. Zusammen mit dem Verein wurde er Meister der Thai Premier League und nahm 2009 mit dem Klub am AFC Cup teil. 2012 wechselte er zu BEC-Tero Sasana FC. Für den Club stand er 112 Mal auf dem Feld und schoss dabei 16 Tore. Mitte 2016 ging er zum Ligakonkurrenten Suphanburi FC. Bis Ende 2017 spielte er 17 Mal für Suphanburi. Ende 2017 beendete er seine aktive Laufbahn als Fußballer.

#### Nationalmannschaft
Für die Nationalmannschaft stand Rangsan wohl 2004 das erste Mal im Kader. So nahm er an einem Freundschaftsspiel gegen Newcastle United in Bangkok teil. Im gleichen Jahr stand er im Kader der Mannschaft, welche an der Endrunde zur Fußball-Asienmeisterschaft 2004 teilnahm. Im Gruppenspiel gegen den Oman traf er dabei ins eigene Tor zum 0:1. Das Spiel endete 0:2. Zuletzt stand Rangsan im Kader der ASEAN-Fußballmeisterschaften 2008 und erreichte mit der Nationalelf das Finale.

### Trainer
Seinen ersten Trainerposten trat er 2018 beim Zweitligisten Police Tero FC an. Bevor er den Trainerposten antrat, war er bereits Trainerassistent in dem Klub. Ende 2018 stieg er mit Police in die zweite Liga ab. Im folgenden Jahr wurde er mit dem Verein Vizemeister der Liga und stieg direkt wieder in die erste Liga auf. Bei Police Tero stand er bis zum 7. November 2023 an der Seitenlinie. Am gleichen Tag übernahm er das Amt des Cheftrainers beim Ligakonkurrenten Port FC. Nach dem zwölften Spieltag der Saison 2024/25 nach der Niederlage gegen Bangkok United gab er Anfang November 2024 seinen Rücktritt als Trainer beim Port FC bekannt. Am 11. November 2024 übernahm er wieder das Amt als Cheftrainer beim Port FC. Am 15. Januar 2025 trat er abermals als Trainer beim Port FC zurück. Im Sommer 2025 trat er das Amt des Cheftrainers beim Erstligisten Muangthong United an.

## Erfolge

### Spieler

#### Verein
Tobacco Monopoly
- Aufstieg in die Premier League 2000

FC PEA
- Thailändischer Meister: 2008

BEC Tero Sasana FC
- Thailändischer Ligapokalsieger: 2014

#### Nationalelf
- Teilnahme an der Endrunde zur Fußball-Asienmeisterschaft 2004
- ASEAN-Fußballmeisterschaft Finalist 2008